# Jackie Fields
Jackie Fields   (Chicago, 9 de febrer de 1908 - Los Angeles, 3 de juny de 1987) va ser un boxejador estatunidenc que va competir durant les dècades de 1920 i 1930. Es proclamà dues vegades campió del món del pes wèlter. El 1972 fou incorporat al United Savings-Helms Hall of Boxing Fame, el 1979 a l'International Jewish Sports Hall of Fame, el 1987 al World Boxing Hall of Fame i el 2004 a l'International Boxing Hall of Fame.
A nivell amateur Field va disputar 54 combats, guanyant en 51 d'ells. El 1924, amb tan sols 16 anys, va prendre part en els Jocs Olímpics de París, on guanyà la medalla d'or de la categoria del pes ploma, en vèncer en la final a Joseph Salas. En aquell moment fou el boxejador més jove en guanyar una medalla d'or.
Posteriorment passà al professionalisme, amb un balanç de 72 victòries, 9 derrotes i 2 combats nuls. El 1929 i 1932 guanyà el campionat del món del pes wèlter.